# IJkbasis

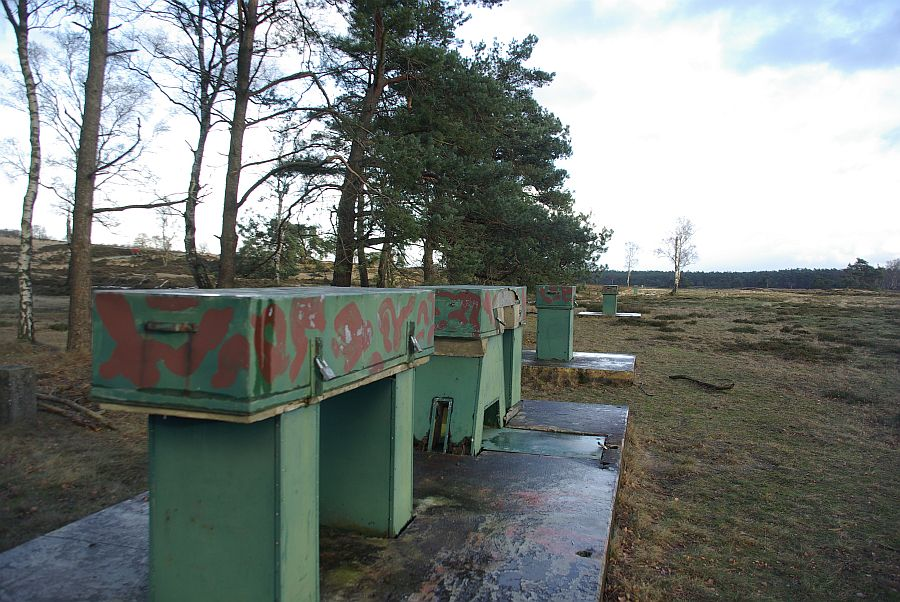
Westelijk eind van de IJkbasis in 2003

De IJkbasis van het Nederlandse Rijksdriehoekmeetnet is een lijn ter lengte van 576,09226 meter, die is uitgezet op de Zilvensche heide (onderdeel van de Loenermark) ten zuidwesten van Loenen.
Deze locatie is gekozen omdat het een vrij vlak dal met zandbodem is waar in de ondergrond geen breuklijnen lopen. Hierdoor is het de stabielste bodem van Nederland. Beide einden van de meetlijn zijn voorzien van zware betonnen constructies waarop de meetapparatuur gemonteerd kan worden. De eigenlijke meetpunten bevinden zich in kelders.

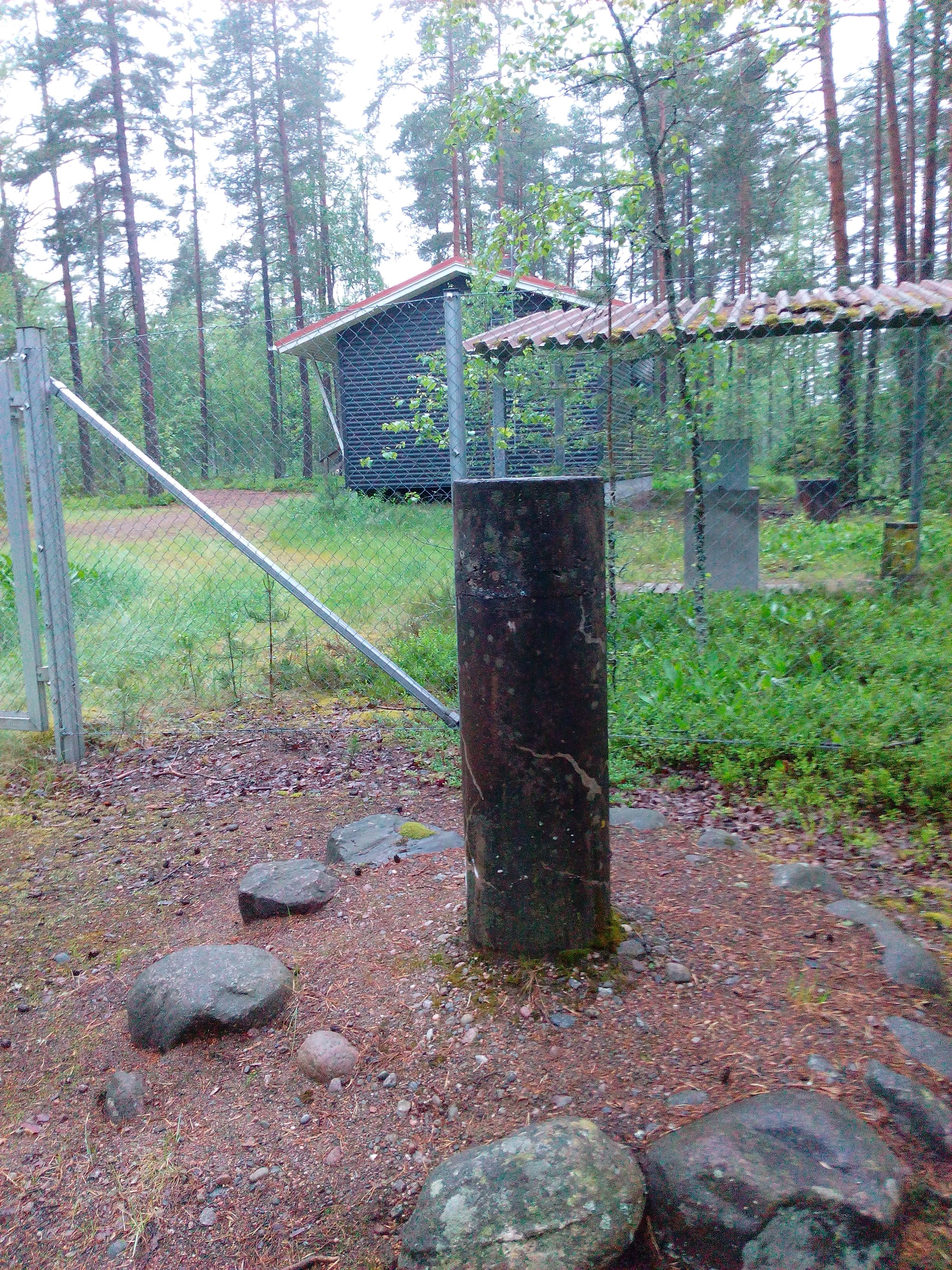
Pilaar van de ijkbasis in Finland

De ijkbasis werd gebouwd in de jaren 1955-1957 naar Fins voorbeeld. Daar is in Nummelanharju (in de gemeenteVihti) in 1934 een ijkbasis gebouwd. Volgens een internationale afspraak zou ieder Europees land een dergelijke basis moeten krijgen, maar alleen bij München is er verder nog een gebouwd. Door de komst van GPS-metingen werd de ijkbasis overbodig. In het jaar 2000 werd hij buiten gebruik gesteld. De ijkbasis is tot gemeentelijk monument verklaard. Op 20 september 2007 is een renovatieproject van start gegaan, waarin wordt samengewerkt door de Gemeente Apeldoorn, het Kadaster, het Geldersch Landschap, de Stichting De Hollandse Cirkel en de Nederlandse Commissie voor Geodesie. In het kader van dat project is bij de basis een informatiebord geplaatst. De Zilvensche Heide is vrij toegankelijk voor fietsers en wandelaars. De ijkbasis is aangegeven op de Topografische kaarten met schaal 1:25000 en 1:50000. Sinds 2017 is de IJkbasis ook een Rijksmonument.

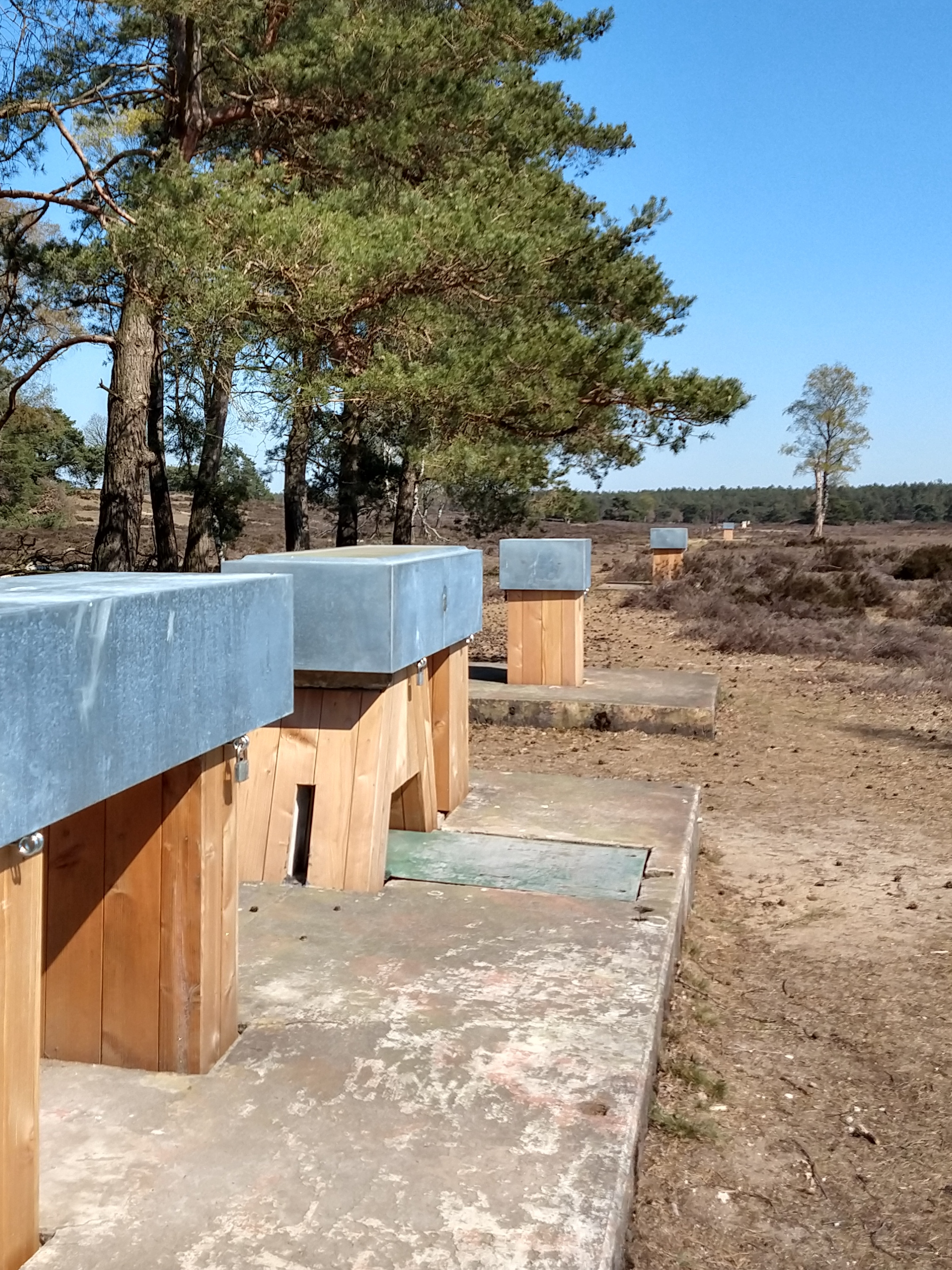
De ijkbasis na de restauratie in 2019

Begin 2019 is de ijkbasis door het Geldersch Landschap gerestaureerd. De door betonrot aangetaste pilaren zijn gerepareerd en beschermd door grenenhouten betimmering. De ijzeren kappen zijn vervangen door zinkwerk. De kap over de tweede tafel is voorzien van een plexiglazen raam, waardoor de opstelpunten voor de instrumenten zichtbaar zijn.

## Bron
- Adri den Boer, IJkbasis na 50 jaar monument, Geo-info, jaargang 4, nummer 11 (2007), bladzijde 424-425.